# Airaghi (cognome)
Airaghi è un cognome di lingua italiana.

## Varianti
Dairaghi.

## Origine e diffusione
Cognome tipicamente lombardo, è presente prevalentemente nel milanese.
Potrebbe derivare dal toponimo Dairago, nella città metropolitana di Milano.
La variante Dairaghi è molto più rara e compare in Piemonte.

## Persone
- Alida Airaghi – poetessa italiana
- Cesare Airaghi – militare italiano
- Lola Airaghi – fumettista italiana
- Marco Airaghi – politico italiano